# 3beta-hidroxiesteroide deshidrogenasa
La 3β-hidroxiesteroide deshidrogenasa, 3β-HSD (3β-hidroxiesteroide deshidrogenasa/Δ-5-4 isomerasa) (EC 1.1.1.145) es una enzima que cataliza la síntesis de la progesterona desde la pregnenolona, la 17-hidroxiprogesterona desde la 17-hidroxipregnenolona, y la androstenediona desde la dehidroepiandrosterona en la glándula suprarrenal. Es la única enzima en la vía suprarrenal de síntesis de corticosteroides que no es miembro de familia citocromo P450. En humanos, existen dos isoenzimas de la 3β-HSD, codificados por los genes HSD3B1 y HSD3B2, respectivamente. 
También es conocida como 5-delta 4-isomerasa, que cataliza la conversión oxidativa de los hidroxiesteroides-beta delta 5-3 a la configuración 4-3-ceto y es por tanto, esencial para la biosíntesis de todas las clases de esteroides hormonales, es decir la progesterona, glucocorticoides, mineralocorticoides, andrógenos, y estrógenos.
El complejo 3β-HSD es responsable de la conversión de:
- pregnenolona a progesterona
- 17-alfa-pregnenolona a 17-alfa-progesterona
- dehidroepiandrosterona (DHEA) a androstenediona
- androstenediol a testosterona

## Reacción
La 3β-HSD pertenece a la familia de oxidorreductasas, para ser específico, aquellos que actúan en el grupo donante CH-OH con el NAD+ o NADP+ como aceptador. Esta enzima participa en el metabolismo de las hormonas esteroides-C21 y en el metabolismo de andrógenos y estrógenos
La 3β-HSD cataliza la reacción química:
3β-hidroxi-Δ5-esteroide + NAD+ {\displaystyle \rightleftharpoons } a 3-oxo-Δ5-esteroide + NADH + H+
Por lo tanto, los dos sustratos de esta enzima son 3β-hidroxi-Δ5-esteroide y NAD+, mientras que sus 3 productos son 3-oxo-Δ5-esteroide, NADH, y H+.

## Isoenzimas
Los humanos expresan dos isoenzimas 3β-HSD, la HSD3B1 (tipo I) y la HSD3B2 (tipo II). El tipo I se expresa en la placenta y tejidos periféricos, mientras que la isoenzima 3β-HSD tipo II se expresa en las glándulas suprarrenales, ovarios, y testículos.

## Inhibidores
La 3β-HSD es inhibida por el trilostano.

## Importancia clínica
Una deficiencia en la enzima tipo II debido a mutaciones en el gen HSD3B2 es responsable de una forma poco común de la hiperplasia suprarrenal congénita. No existe condición humana por el momento que sea vinculada a una deficiencia en la enzima tipo I. Pero su importancia en la producción de la progesterona placentaria sugiere que dicha mutación sería embrionariamente letal.

## Ruta biosintética
| |
| Esteroidogénesis humana, mostrando las reacciones de la 3β-HSD cerca de la izquierda en la caja verde. |

| |
| Ruta biosintética de corticosteroides en ratas, mostrando las reacciones catalizadas por la 3β-HSD (segunda flecha desde arriba hacia abajo). |

## Nomenclatura
El nombre sistemático de esta clase de enzima es 3β-hidroxi-Δ5-esteroide:NAD+ 3-oxidorreductasa. Otros nombres de uso común incluye:
- progesterona reductasa
- Δ5-3β-hidroxiesteroide deshidrogenasa
- 3β-hidroxi-5-eno esteroide deshidrogenasa
- 3β-hidroxi esteroide deshidrogenasa/isomerasa
- 3β-hidroxi-Δ5-C27-esteroide deshidrogenasa/isomerasa
- 3β-hidroxi-Δ5-C27-esteroide oxidorreductasa
- 3β-hidroxi-5-eno-esteroide oxidorreductasa
- esteroide-Δ5-3β-ol deshidrogenasa
- 3β-HSDH
- 5-eno-3β-hidroxiesteroide deshidrogenasa
- 3β-hidroxi-5-eno-esteroid deshidrogenasa